# Araponga tricaronculé
Procnias tricarunculatus
Espèce
Synonymes
- Procnias tricarunculata

Statut de conservation UICN

 VU A2c+3c+4c : Vulnérable
L'Araponga tricaronculé (Procnias tricarunculatus) est une espèce de passereau originaire d'Amérique centrale. Il doit son nom aux trois grandes caroncules pendant du bec chez le mâle.

## Habitats et répartition
Il est réparti dans les hautes terres de l'est du Honduras (Sierra de Agalta (es)), au nord-ouest du Nicaragua, la cordillère de Talamanca et à l'est de la péninsule d'Azuero et de l'île Coiba au Panama.